# Hydrangeocola riogolgolensis
Hydrangeocola riogolgolensis är en stekelart som först beskrevs av Fischer 1968.  Hydrangeocola riogolgolensis ingår i släktet Hydrangeocola och familjen bracksteklar. Inga underarter finns listade i Catalogue of Life.